# Středokluky
Středokluky település Csehországban, Nyugat-prágai járásban. Středokluky Číčovice, Běloky, Makotřasy, Kněževes, Dobrovíz és Tuchoměřice településekkel határos. Lakosainak száma 1305 fő (2024. január 1.).

## Népesség
A település lakosságának változását az alábbi diagram mutatja:
| Lakosok száma | 709  | 681  | 720  | 754  | 869  | 843  | 1116 | 1144 | 1221 | 1305 |
|               | 1869 | 1890 | 1921 | 1950 | 1980 | 2001 | 2017 | 2019 | 2022 | 2024 |